# Parafia Najświętszego Serca Pana Jezusa w Krakowie (Nowa Huta)

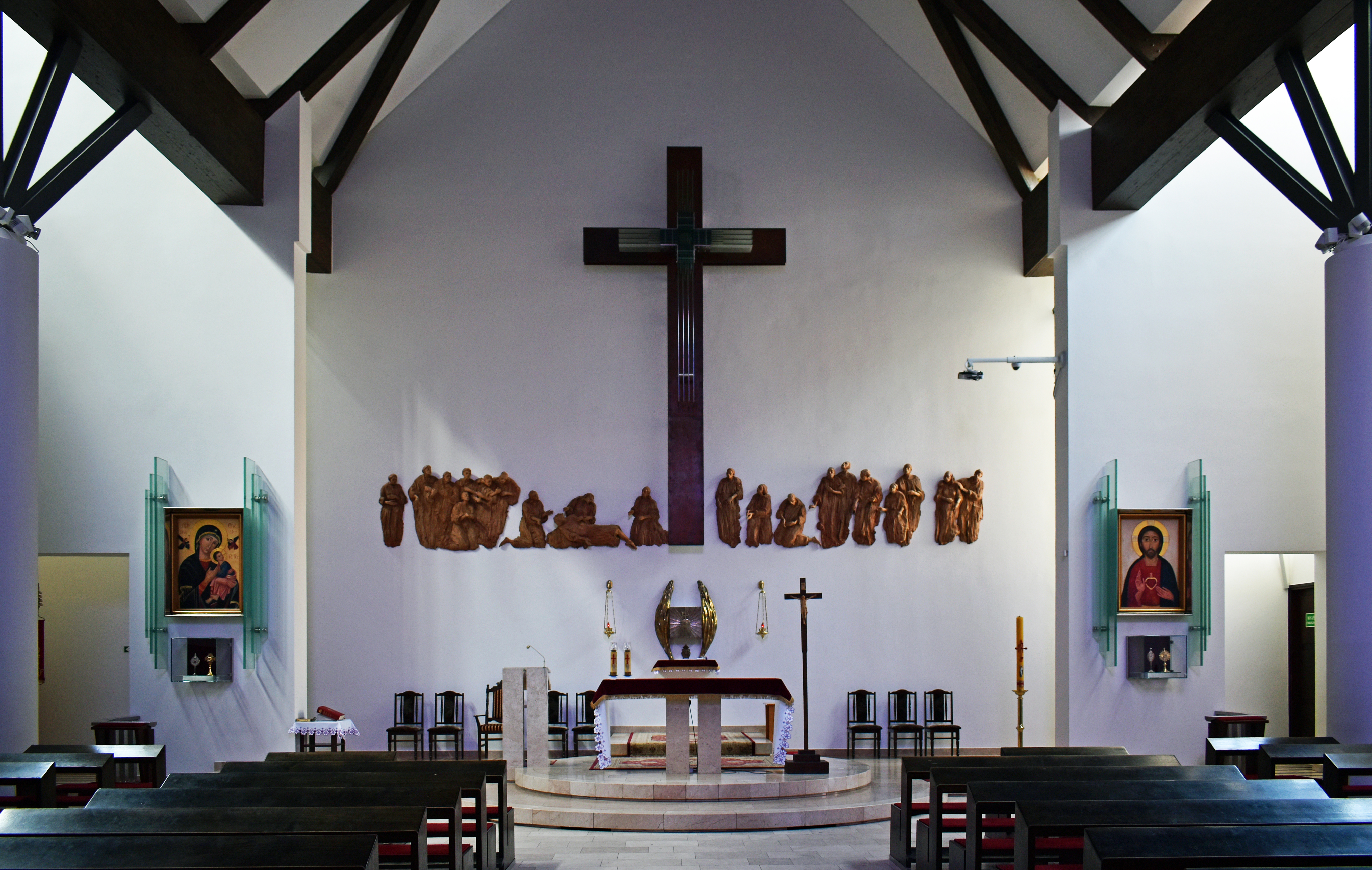
Ołtarz główny kościoła

Parafia Najświętszego Serca Pana Jezusa w Krakowie – parafia rzymskokatolicka należąca do dekanatu Kraków-Bieńczyce archidiecezji krakowskiej na os. Teatralnym przy ulicy Ludźmierskiej.

## Historia parafii
15 czerwca 1952 roku została erygowana pierwsza rzymskokatolicka parafia w Nowej Hucie pw. Najświętszego Serca Pana Jezusa przez ówczesnego abpa Krakowa Eugeniusza Baziaka (byłego abpa Lwowa) bez zezwolenia władz.
17 marca 1957 roku w parafii bieńczyckiej kilkumetrowy krzyż poświęcił abp Eugeniusz Baziak. Krzyż ten w uroczystej procesji przeniesiono na os. Teatralne (między Dzielnicową Radą Narodową w Nowej Hucie, kinem Sfinks i Teatrem Ludowym), gdzie miał powstać pierwszy kościół w Nowej Hucie. 27 kwietnia, gdy wynajęci przez władze komunistyczne robotnicy usiłowali usunąć krzyż, mieszkańcy Nowej Huty bronili krzyża. Wybuchły zamieszki, polała się krew. Krzyż pozostał. Nie udało się wybudować kościoła. Dopiero w 1982 roku została utworzona parafia Najświętszego Serca Pana Jezusa na os. Teatralnym.
W latach 90. XX wieku zbudowano kościół Najświętszego Serca Pana Jezusa na os. Teatralnym, w miejscu obrony Krzyża.
22 czerwca 2001 roku konsekracji kościoła dokonał ks. kard. Franciszek Macharski.
10 listopada 2007 roku na miejsce Krzyża Nowohuckiego postawiono pomnik Krzyża Nowohuckiego.

## Wspólnoty parafialne
- Rada parafialna
- Bractwo różańcowe
- Arcybractwo Straży Honorowej Najświętszego Serca Pana Jezusa
- Służba Liturgiczna Ołtarza
- Dzieci Maryi
- Krąg Biblijny
- Parafialna grupa charytatywna Caritas
- Rodzina bł. Edmunda Bojanowskiego
- Katolickie Stowarzyszenie Młodzieży
- Wspólnota Obrońców Krzyża
- Duchowa Adopcja Dziecka Poczętego

## Terytorium parafii
Ulice: os. Górali, os. Krakowiaków (bloki 1–13, 43, 44), os. Spółdzielcze, os. Teatralne, os. Urocze, os. Zgody